# 埃文·布拉斯
埃文·尼爾森·布拉斯（英語：Evan Nelson Blass，1978年—），筆名「＠evleaks」，是一名美國網誌作者、編輯及前科技洩密者。他由於在2012年7月至2014年8月期間於Twitter發佈關於未公開的智能電話和平板電腦的資訊而知名，而他亦成為了不少科技記者信賴的資訊來源。布拉斯於2014年8月3日宣佈他不再洩密，但是他在2015年中仍發佈關於未公開電子產品的消息。

## 外部連結
- 埃文·布拉斯的X（前Twitter）